# Bãi Quế Đường
Bãi Quế Đường hay bãi cạn Quế Đường, bãi ngầm Quế Đường (tiếng Anh: Grainger Bank; tiếng Trung: 李准滩; bính âm: Lǐzhǔn tān, Hán-Việt: Lý Chuẩn than) là một rạn san hô ở phía nam Biển Đông. Việt Nam cho xây dựng tại đây cấu trúc thép có tên là nhà giàn DK1 do Tiểu đoàn DK1 trực thuộc Bộ Tư lệnh Vùng 2 Hải quân kiểm soát, đồng thời duy trì một hải đăng.
Việt Nam tuyên bố bãi Quế Đường nằm trên thềm lục địa phía nam, không thuộc quần đảo Trường Sa và bác bỏ sự gán ghép bãi này vào quần đảo Trường Sa. Đài Loan và Trung Quốc quan niệm bãi này thuộc quần đảo Nam Sa.

## Địa lý
Bãi Quế Đường là rạn san hô nằm cách đất liền Việt Nam 225 hải lý. Vị trí so với các bãi ngầm xung quanh như sau: cách bãi Huyền Trân 13 hải lý về phía tây nam, cách bãi Phúc Tần 15 hải lý về phía nam, cách bãi Phúc Nguyên 26 hải lý về phía đông và cách bãi Tư Chính 35 hải lý về phía đông đông bắc. Phần mặt bằng rạn quan sát được dài 10 km theo trục đông bắc-tây nam và rộng 4,5 km theo trục tây-đông; tổng diện tích 27,6 km². Bãi sâu vào khoảng 11-14,6 m, nông nhất là ở đông bắc bộ và dọc theo mặt đông nam bộ.

## Hoạt động của con người
Nhà giàn
Về mặt hành chính, bãi Quế Đường thuộc phạm vi quản hạt của tỉnh Bà Rịa – Vũng Tàu. Tại một địa điểm ở phần đông bắc của bãi, người ta dựng lên những cấu trúc thép gọi là nhà giàn DK1 kể từ năm 1991. Về sau, mẫu nhà giàn được thiết kế lại, rộng rãi và vững chắc hơn, có kết cấu liên hoàn theo mẫu giàn khoan nước sâu. Hiện nay, có hai nhà giàn đang hoạt động:
- Nhà giàn DK1/8 hoàn thành lần đầu ngày 4 tháng 11 năm 1991, là nơi đặt hải đăng Quế Đường.
- Nhà giàn DK1/19: hoàn thành lần đầu ngày 10 tháng 4 năm 1997.

Binh sĩ đồn trú thuộc biên chế Tiểu đoàn DK1, lúc đầu thuộc Lữ đoàn 171 Hải quân Nhân dân Việt Nam, về sau trực thuộc Bộ Tư lệnh Vùng 2 Hải quân. Họ trồng được rau xanh và nuôi được gia súc, gia cầm để đáp ứng nhu cầu thực phẩm.
Hải đăng
Hải đăng Quế Đường được đặt trên nhà giàn DK1/8, chiều cao tháp đèn 23,4m, có tầm hiệu lực ban ngày là 10 hải lý, ban đêm là 12 hải lý. Ánh sáng trắng, chớp nhóm 3, chu kỳ 10 giây.

## Các yêu sách

### Nội dung yêu sách
Việt Nam
Việt Nam cho rằng, căn cứ Điều 60 Công ước Liên Hợp Quốc về Luật biển năm 1982 (UNCLOS 1982) quy định về các đảo nhân tạo, thiết bị và công trình trong vùng đặc quyền kinh tế và Điều 80 quy định về các đảo nhân tạo, thiết bị và công trình ở thềm lục địa, Việt Nam có đặc quyền tiến hành xây dựng, cho phép và quy định việc xây dựng, khai thác và sử dụng đảo nhân tạo, các thiết bị và công trình dùng vào mục đích được trù định ở Điều 56 của UNCLOS 1982 hoặc các mục đích kinh tế khác trong vùng đặc quyền kinh tế và thềm lục địa. Việt Nam tuyên bố không cố ý biến các bãi ngầm ở thềm lục địa phía nam nước này [trong đó có bãi Quế Đường] thành đảo nổi và không gán ghép chúng vào quần đảo Trường Sa, đồng thời bác bỏ sự gán ghép này.
Trung Quốc
Năm 1935, Trung Hoa Dân quốc xuất bản "Biểu đối chiếu tên gọi Hoa-Anh các đảo thuộc Nam Hải Trung Quốc", trong đó phiên âm tên tiếng Anh Grainger Bank sang tiếng Trung là 格稷澤灘 (bãi Cách Tắc Trạch). Năm 1947, Bộ Nội vụ Trung Hoa Dân quốc đổi tên tiếng Trung của bãi này thành 李準灘 (bãi Lý Chuẩn). Tên gọi Lý Chuẩn được Cộng hòa Nhân dân Trung Hoa (Trung Quốc) tiếp tục công nhận và sử dụng từ năm 1983. Trung Quốc xem bãi Quế Đường là một phần của quần đảo Nam Sa, đồng thời xem quần đảo Nam Sa là bộ phận lãnh thổ bất khả phân của Trung Quốc.

### Công pháp quốc tế
- Khác với đảo, thực thể chìm ngập dưới biển không phải là đối tượng để các quốc gia tuyên bố chủ quyền một cách riêng rẽ, trừ khi chứng minh được chúng nằm trong vùng nước lịch sử hoặc nằm trong vùng đặc quyền kinh tế của thực thể khác.[11][12][13]
- Thềm lục địa không phải là bộ phận của lãnh thổ quốc gia, nói cách khác quốc gia ven biển không có chủ quyền đối với thềm lục địa.[14] Theo Điều 77 UNCLOS 1982, quốc gia ven biển chỉ thực hiện các quyền thuộc chủ quyền về mặt thăm dò và khai thác tài nguyên thiên nhiên của mình. Việc quốc gia ven biển thực thi quyền chủ quyền không được gây thiệt hại đến hàng hải hay các quyền và các tự do khác của các quốc gia khác đã được UNCLOS thừa nhận. Theo Điều 79 UNCLOS 1982, các quốc gia khác có quyền lắp đặt dây cáp và ống dẫn ngầm ở thềm lục địa nhưng cần được sự thỏa thuận của quốc gia ven biển.[15]